# Isabel Salgado
Isabel Salgado, nome completo Maria Isabel Barroso Salgado Alencar (Rio de Janeiro, 2 agosto 1960 – San Paolo, 16 novembre 2022), è stata una pallavolista e giocatrice di beach volley brasiliana.

## Biografia
Con la nazionale brasiliana femminile di pallavolo partecipò a due Olimpiadi, nel 1980 e nel 1984. In precedenza aveva vinto una medaglia di bronzo ai Giochi Panamericani del 1979.
Fu la prima pallavolista brasiliana a giocare in un campionato straniero, in Italia, nella squadra del Modena. 
Fu una delle pioniere del beach volley, nei primi anni 90.
Isabel Salgado è morta nel 2022 in un ospedale di San Paolo del Brasile , dove si trovava ricoverata per sindrome da distress respiratorio.

## Vita privata
In prime nozze sposò il cineasta Ruy Solberg, da cui divorziò dopo 15 anni. Il suo secondo marito fu il tennista Thomaz Koch, ma anche questo matrimonio naufragò. Isabel Salgado si riavvicinò poi a Solberg e lo sposò di nuovo. Ebbe in tutto cinque figli: le prime due femmine nacquero da una sua breve relazione giovanile.